# Ракитовица
Ракитовица (Tamárix), Тамарикс, Тамариск или Боже дърво, е наименованието на род храсти или ниски дървета с височина до 6 - 8 м, рядко до 12 м. Съществуват около 100 вида. В България се срещат 2 диворастящи вида – предимно по Черноморието и край реките. Декоративно, медоносно, почвоукрепващо растение.
Този средиземноморски декоративен храст се споменава от Ибн Фадлан в неговите пътепис от 921 г. под името аттаг – изсушени, клоните на това растение бързо се възпламеняват и ярко горят.